# Lambert II de Lens
Lambert II de Lens († 1054), comte de Lens, est un noble boulonnais, second fils d'Eustache Ier, comte de Boulogne et de Mahaut de Louvain.
En 1053, des troubles agitèrent le duché de Normandie, en effet, Guillaume, comte d'Arques se révolta contre son neveu, le duc de Normandie, futur Guillaume le Conquérant. En raison des alliances familiales, la noblesse flamande se retrouva impliquée dans ce conflit : Baudouin V de Flandre, beau-père du duc de Normandie, se rangea de son côté, tandis qu'Enguerrand II de Ponthieu, beau-frère des deux Guillaume, choisit le camp du comte d'Arques, suivi par son cousin Eustache II, le frère de Lambert. Lambert, lui resta fidèle à son suzerain, le comte de Flandre.
La révolte, tourna court, Enguerrand de Ponthieu fut tué en octobre 1053 à Saint-Aubin-sur-Scie et Guillaume d'Arques, assiégé, parvint à s'enfuir et à se réfugier à Boulogne.
En récompense de sa fidélité, Lambert fut marié à Adélaïde de Normandie, veuve d'Enguerrand et demi-sœur du duc Guillaume, et devint ainsi comte d'Aumale.
Lambert resta cependant au service de Baudouin V, et participa pour le compte de ce dernier à une bataille livrée à Lille contre l'empereur Henri III. Il fut tué au cours de l'affrontement en juillet ou août 1054. Adélaïde conserva Aumale, et Lens revint au frère aîné de Lambert, Eustache II.

## Famille et descendance
De son mariage avec Adélaïde de Normandie, il eut :
- Judith, mariée en 1070 à Waltheof, comte d'Huntingdon.

## Sources
- Pierre Bauduin, La Première Normandie (Xe – XIe siècles), Caen, Presses Universitaires de Caen, 2004, 474 p. [détail des éditions] (ISBN 2-84133-145-8).